# Apelsin
Apelsin (est. „pomarańcza”) – estońska grupa rockowa założona w 1974 roku w Tallinnie przez Tõnu Aarego. Teksty do swoich piosenek pisze po estońsku i rosyjsku. W okresie Estońskiej SRR albumy zespołu były wydawane przez monopolistyczną radziecką wytwórnię Miełodija. Wiele piosenek zespołu ma satyryczny charakter.

## Członkowie
Pierwotnie w skład grupy wchodzili Tõnu Aare, Ants Nuut, Harry Kõrvits i Jaan Arder. W 1975 roku dołączyli do nich Gunnar Kriik, Ivo Linna i Mati Nuude. W latach 1989–1999 w grupie pozostawali tylko Aare, Nuut, i Arder, którzy rzadko grali razem. Arder dołączył do zespołu Hortus Musicus, a Linna i Kõrvits weszli w skład Rock Hotel. W 1999 grupa Apelsin reaktywowała się.
W 2006 roku członkami zespołu byli:
- Tõnu Aare – wokal, gitara akustyczna i elektryczna, harmonijka ustna, buzuki
- Jaan Arder – wokal, gitara akustyczna, mandolina, gitara stalowa
- Ants Nuut – puzon, tuba, wokal
- Aleksander Vilipere – perkusja, wokal
- Allan Jakobi – akordeon, keyboard
- Hillar King – gitara basowa

## Dyskografia
- Apelsin (Miełodija, 1980, LP)
- Apelsin (Miełodija, 1981, LP)
- Apelsin (Miełodija, 1988, LP)
- Apelsin XX (1994)
- Apelsini boogie (1999)
- Apelsin No. 1 (2003, ponowne wydanie pierwszego albumu grupy)
- Apelsin 30 (2004)